# Elias Fonsalada
Elias (de) Fonsalada (fl. tardo XII-primo quarto del XIII secolo)) è stato un trovatore proveniente da Bergerac nel Périgord (la Diocesi di Périgueux secondo la sua vida).
Soltanto due delle sue canso ci sono pervenute.
La sua vida va oltre la descrizione di lui come uomo di bell'aspetto della classe media, figlio di un burgher e menestrello, che a sua volta diventa anche lui un menestrello. Il biografo non lo considera come un esperto trobaire (trovatore/compositore/inventore di poesia) ma come un noellaire. Questa parola è stata soggetta a interpretazione. Boutière e Schutz nella loro raccolta francese delle vidas dei trovatori la traducono come "auteur d'un genre particulier" (autore di un genere particolare) o "beau parleur" (buon conversatore). Successivamente Levy ne traccia la sua etimologia come novelador, "autore di novelle" (autore di novas, novelle), e Egan, nella sua traduzione inglese, ne dà la definizione di "novelliere, narratore". Diversamente dalla lirica, un'opera nova era probabilmente una narrativa. Perciò la vida di Elias fornisce un raro barlume di scrittura vernacolare narrativa in occitano all'altezza dell'arte dei trovatori.
La poesia En Abriu viene assegnata a Elias nel manoscritto C (un lavoro del XIV secolo adesso noto come f.f. 856 nella Biblioteca nazionale di Francia, Parigi). Questa attribuzione, tuttavia, viene contraddetta da altre fonti che di solito la assegnano a Marcabru.